# Аллегейні (Пенсільванія)
Місто Аллегейні (1788 — 1907) — колишня муніципальна одиниця Пенсільванії, розташована на північ від злиття річок Аллегейні та Огайо, навпроти центру Піттсбурга. Було приєднане до Піттсбургу 1907 року. Його територія нині відома як Норт-Сайд Піттсбурга, а його район, що примикає до набережної Аллегейні та Огайо, відомий як Норт-Шор.

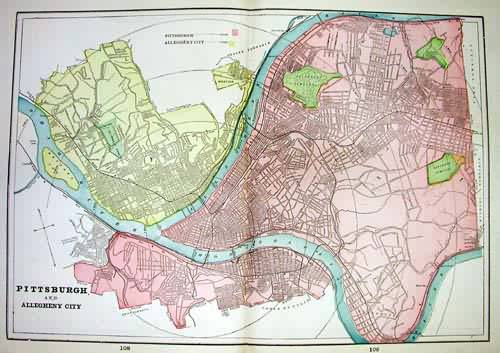
Карта 1889: Аллегейні виділено жовтим, Піттсбург — червоним, Паркс — зеленим

Територія колишнього міста Аллегейні нині включає такі мікрорайони Піттсбурга: Аллегейні-Вест, Брайтон-Гайтс, Іст-Аллегейні, Файнвью, Маршал-Шейдленд, Перрі-Норт, Перрі-Саут, Спрінг-Гарден, Спрінг-Гілл-Сіті-В'ю, Саммер-Гілл та Трой-Гілл.